# Linnaemya oralis
Linnaemya oralis là một loài ruồi trong họ Tachinidae.